# آرثر سنكلير (لاعب كرة قدم أسترالية)
آرثر سنكلير (بالإنجليزية: Arthur Sinclair)‏ هو لاعب كرة قدم أسترالية أسترالي، ولد في 23 مارس 1880 في South Yarra ‏ في أستراليا، وتوفي في 25 أغسطس 1948 في كامبرداون ‏ في أستراليا.

## وصلات خارجية
- آرثر سنكلير على موقع AustralianFootball.com (الإنجليزية)
- آرثر سنكلير على موقع AFLtables.com (الإنجليزية)